# Lengerich (Baixa Saxônia)
Lengerich é um município da Alemanha localizado no distrito de Emsland, estado da Baixa Saxônia.
É membro e sede do Samtgemeinde de Lengerich.